# IC 382
IC 382 ist eine Spiralgalaxie vom Hubble-Typ Sc im Sternbild Eridanus am Südsternhimmel. Sie ist schätzungsweise 219 Millionen Lichtjahre von der Milchstraße entfernt und hat einen Durchmesser von etwa 150.000 Lj.
Im selben Himmelsareal befindet sich u. a. die Galaxie NGC 1632.
Entdeckt wurde das Objekt am 6. Februar 1893 vom französischen Astronomen Stéphane Javelle.